# Кортні Кардаш'ян
Кóртні Мéрі Кардаш'я́н (англ. Kourtney Mary Kardashian; нар. 18 квітня 1979, Лос-Анджелес, США) — американська знаменитість, світська левиця, фотомодель, акторка та підприємиця. Відома, перш за все, участю зі своєю сім'єю в реаліті-шоу «Родина Кардаш'ян» (англ. Keeping Up with the Kardashians) та «Кортні і Хлої в Маямі» (англ. Kourtney and Khloé Take Miami).

## Біографія
Кортні Кардаш'ян народилася в Лос-Анджелесі, зросла в Беверлі-Хіллз, Каліфорнія. Має вірменське коріння (з боку батька), шотландські та голландські корені з боку матері. На одному сайті її сестра Кім сказала, що вона наполовину вірменка (на чверть з турецьких вірмен і на чверть російських) і на чверть шотландка і на чверть голландка.
Кортні — старша дочка відомого адвоката Роберта Кардаш'яна і світської левиці Кріс Дженнер, яка тепер є менеджеркою її сестри Кім. Мати Кортні розлучилася з Робертом Кардаш'яном в 1989 році і в 1991 одружилася з відомим колишнім легкоатлетом Брюсом Дженнером.
У Кортні є дві сестри, Хлої і Кім, і брат Роб. Також є зведені брати Бартон Дженнер, Брендон Дженнер і зірка реаліті-шоу Броуді Дженнер; зведена сестра Кейсі Дженнер і єдиноутробні сестри Кендалл і Кайлі Дженнер.
Відвідувала приватну католицьку школу для дівчаток Marymount High School. Після її закінчення переїхала в Даллас на 2 роки для навчання в Південному Методичному Університеті. Потім переїхала в Тусон, Аризона, де вступила в Університет Аризони, закінчивши його зі ступенем бакалавра театрального мистецтва та іспанської мови.

## Кар'єра
Кортні з матір'ю відкрила бутіки дитячого одягу в Лос-Анджелесі і Нью-Йорку під назвою «Поцілунок» (Smooch), в яких продаються речі бренду Crib Rock Couture. Спільно з Кім і Хлої володіє і керує бутиками жіночого одягу D-A-S-H в передмісті Лос-Анджелеса і Маямі, які були відкриті на початку 2009 року, в листопаді 2010 ще один магазин був відкритий в районі Сохо в Нью-Йорку.
Кортні і Хлої знялися у власному реаліті-шоу «Кортні і Хлої у Маямі» (англ. Kourtney and Khloé Take Miami), в якому головне місце відводиться їх життя в новому місті і відкриття бутика в Маямі. Кортні також знялася в реаліті-шоу «Filthy Rich: Cattle Drive» в 2005, щоб заробити гроші на благодійність. Була помічена в деяких інших шоу і серіали в ролі самої себе.
Кортні і Кім знялися у власному реаліті-шоу «Кортні і Кім в Нью-Йорку», у шоу показують їх життя і відкриття бутика в Нью-Йорку.
Також Кортні знялася в серіалі «Одне життя, щоб жити» в 2011, поки знаходилася в Нью-Йорку. Вона грала адвокатку Кассандру Кавано.
У вересні 2012 Кортні і Кім знялися в ще одному спін-оффі «Кортні і Кім у Маямі».

## Особисте життя
У жовтні 2019 року Кортні та її діти були охрещені на вірменській апостольській церемонії в Ечміадзинському соборі у Вагаршапаті, Вірменія. Під час церемонії її охрестили вірменським ім'ям Гаяне.
У жовтні 2020 року Кардаш'ян публікувала повідомлення та ретвіти на підтримку Вірменії та Арцаху щодо війни в Нагірному Карабасі.

### Стосунки та діти
З 2006 по 2015 Кортні перебувала у цивільному шлюбі з бізнесменом Скоттом Дисиком. Народила троє дітей: син Мейсон Деш Дісик (нар. 14.12.2009), дочка Пенелопа Скотленд Дісик (08.07.2012) і син Рейн Естон Дісик (14.12.2014). Через півроку після народження третьої дитини пара розлучилася. Мати трьох дітей, Кортні, хоче, щоб у неї було стільки ж дітей, як і у її матері. Вона вважає важливим, щоб у братів і сестер була невелика різниця у віці.
З 2016 по 2020 рік у Кардаш'ян були стосунки з фотомоделлю Юнесом Бенджімом.
17 жовтня 2021 року Кортні заручилася зі своїм партнером, барабанником групи Blink-182 Тревісом Баркером. Урочистість відбулася в готелі в Монтесіто на березі моря. Вони зіграли неофіційне весілля 3 квітня 2022 року в Лас-Вегасі після 64-ї щорічної церемонії вручення премії "Греммі". Пара офіційно одружилася 15 травня 2022 року в Санта-Барбарі, Каліфорнія, з релігійною церемонією вінчання в Портофіно, Італія, 22 травня 2022 року. 4 листопада 2023 року було оголошено, що у пари народився син Роккі. Перш ніж завагітніти своїм сином природним шляхом, вона пройшла через п'ять невдалих циклів ЕКЗ і три повторні процедури.

## Фільмографія
| Рік       |   | Українська назва          | Назва мовою оригіналу                | Роль             |
| --------- | - | ------------------------- | ------------------------------------ | ---------------- |
| 2011      | с | Одне життя, щоб жити      | One Life to Live                     | Кассандра Кавано |
| 2007      | с | Родина Кардаш'ян          | Keeping Up with the Kardashians      | Грає саму себе   |
| 2009—2010 | с | Кортні і Хлої в Маямі     | Kourtney and Khloé Take Miami        | Грає саму себе   |
| 2011—2012 | с | Хлої і Ламар              | Khloé & Lamar                        | камео            |
| 2011—2012 | с | Кортні і Кім у Нью-Йорку  | Kourtney and Kim Take New York       | Грає саму себе   |
| 2013      | с | Кортні і Кім в Маямі      | Kourtney and Kim Take Miami          | Грає саму себе   |
| 2014      | с | Кортні і Хлої в Хемптонсі | Kourtney and Khloé Take The Hamptons | Грає саму себе   |